# Cristal (Brasile)
Cristal è un comune del Brasile nello Stato del Rio Grande do Sul, parte della mesoregione del Sudeste Rio-Grandense e della microregione di Pelotas.